# Schloss Pilgramsdorf

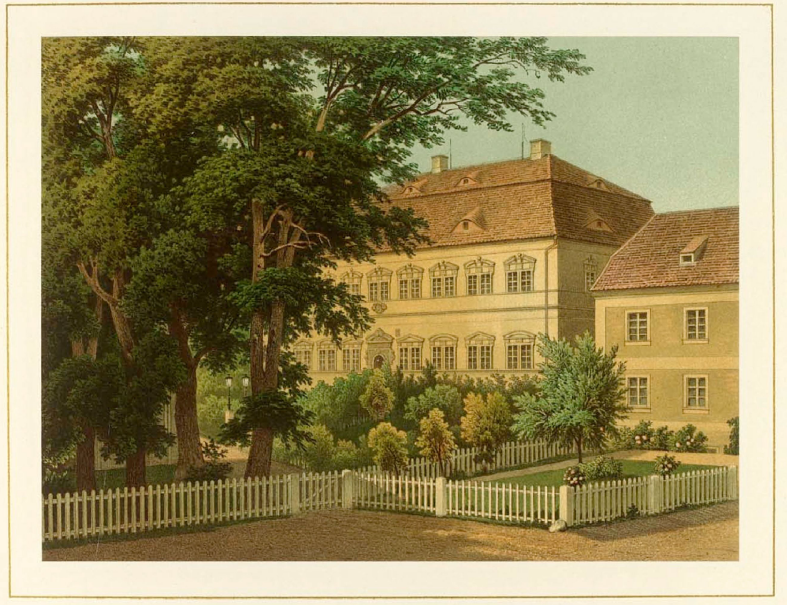
Schloss Pilgramsdorf in einer Darstellung des 19. Jahrhunderts. Sammlung Alexander Duncker.

Schloss Pilgramsdorf (polnisch Pałac w Pielgrzymce) ist die Ruine eines Schlosses in Pielgrzymka (deutsch Pilgramsdorf) in der Woiwodschaft Niederschlesien in Polen.
Möglicherweise wurde eine erste Burg am heutigen Ort vom Templerorden errichtet. Die von Knobelsdorff ließen auf dessen Mauern vermutlich im 14. Jahrhundert ein Schloss errichten, das nach einem Brand 1721 neu erbaut wurde. 
Auf Schloss Pilgramsdorf wurde der Politiker Oscar von Elsner geboren, sein Vater Sylvius Ernst Karl Joachim von Elsner war damals der örtliche Gutsbesitzer. Erworben hatte das Gut für die Familie der nachmalige kgl. preuß. Generalmajor Ferdinand Friedrich Joachim von Elsner, der 1806 im Schloss starb.
Durch Heirat kam das Gut an die Freiherren von Forstner. 1889 hatte im Schloss Veronica von Els(z)ner (1870–1922), Tochter des Besitzers Sylvius von Elsner und der Elisabeth Gräfin von Bredow, ihren Mann, den kgl. preuß. Major der Landwehr-Infanterie und Ehrenritter des Johanniterordens Johannes Freiherr von Forstner (1858–1935) geheiratet. Infolge fanden viele weitere Hochzeiten der Töchter des neuen Gutsherrn statt: 1912 ehelichte Herma von Forstner (1891–1975) ihren Heinrich Freiherr von Wrangel-Rotlach (1885–1943), 1915 Tochter Johanna den Heinrich von Bergmann (1892–1922) und Renate von Forstner heiratete 1925 den Freiherrn Ernst von Richthofen (1893–1927), Rittergutspächter von Beruf. Letzter Besitzer des Schlosses wurde der einzige Sohn der Familie, Hans-Joachim Freiherr von Forster (1905–1969). Er blieb unvermählt und lebte zuletzt als Kaufmann in Oldenburg in Holstein.
Am 12. Februar 1945 gab es einen erneuten Brand, der das Schloss zerstörte. Daraufhin wurde es 1968 abgerissen. An seiner Stelle stehen heute Gebäude des städtischen Unternehmens.